# Альбасете (футбольний клуб)
«Альбасете» (ісп. Albacete) — професійний іспанський футбольний клуб з однойменного міста. Виступає у іспанській Сегунді. Домашні матчі проводить на стадіоні «Карлос Бельмонте», який вміщує 17 300 глядачів.

## Історія
Футбольний клуб «Альбасете» було створено у 1940 році під назвою «Albacete Fútbol Asociación», яку пізніше змінили на більш іспанську «Albacete Balompié». Після довгих років проведених у нижчих лігах «Альбасете» вперше вдалося зіграти в іспанській Сегунді у сезоні 1985-86, повторивши досягнення через п'ять років.
З 1989 року тренер Беніто Флоро почав послідовно підіймати клуб з третього дивізіону до Ла-Ліги. Перший сезон у еліті став надуспішним для «Альбасете», який зайняв підсумкове сьоме місце в турнірній таблиці. Успіхи тренера привернули увагу керівництва мадридського «Реалу», яке запропонувало йому контракт. Після двох сезонів, проведених в «Реалі», Флоро повернувся до «Альбасете», який під його керівництвом вилетіли до Сегунди в сезоні 1995-96.
Після років проведених у другому дивізіоні, яку супроводжувались фінансовими та спортивними негараздами, «Альбасете» зміг повернутися до Ла-Ліги за підсумками сезону 2002-03 під керівництвом Сесара Феррандо. Тим не менш команда вилетіла до Сегунди з останнього місця, здобувши у сезоні 2004-05 лише 6 перемог у 38 матчах. Декілька наступних сезонів клуб стабільно виступав у другому дивізіоні.
Сезон 2010-11 приніс дві зміни на посаді тренера. Було звільнено Антоніо Кальдерона та Давида Відаля. Через погану гру команда вперше за 21 рік опустилась до третього дивізіону. 10 грудня 2011 року Андрес Іньєста, який до «Барселони» грав за молодь «Альбасете», став головним акціонером клубу, пожертвувавши €420,000 на його розвиток. У сезоні 2011-12 Кубку Іспанії «Альбасете» вдалося досягти 1/8 фіналу, здолавши в 1/16-й мадридський «Атлетіко» із загальним рахунком 3-1.
У березні 2013-го головний виконавчий директор виноробного підприємства Андреса Іньєсти Аґустін Лазаро був представлений я президент «Альбасете». У червні Іньєста дав клубу довгострокову позику у €240,000 для покриття заборгованості по заробітній платі, щоб запобігти пониженню у класі.
У 2014 році «Альбасете» повернувся до Сегунди, проте вилетів вже через два сезони з 21-го місця. Нове повернення до другого дивізіону відбулося за підсумками сезону 2016-17, коли команда перемогла «Валенсія Месталью» в плей-офф за вихід до Сегунди.

## Склад команди

### Основний склад
Список гравців Альбасете у сезоні 2017/2018
| №  | Поз. | Нац.       | Гравець              |
| -- | ---- | ---------- | -------------------- |
| 1  | ВР   | Коста-Рика | Денні Карвахаль      |
| 13 | ВР   | Іспанія    | Томеу Надаль Мескіда |
| 2  | ЗХ   | Іспанія    | Альваро Арройо       |
| 3  | ЗХ   | Іспанія    | Давид Морильяс       |
| 4  | ЗХ   | Іспанія    | Адріан Ґомес         |
| 5  | ЗХ   | Франція    | Мікаель Ґаффор       |
| 15 | ЗХ   | Чорногорія | Естебан Савельїч     |
| 19 | ЗХ   | Іспанія    | Нілі Пердомо         |
| 21 | ЗХ   | Іспанія    | Чус Ерреро           |
| 22 | ЗХ   | Іспанія    | Карлос Дельґадо      |
| 23 | ЗХ   | Аргентина  | Маріано Біттоло      |
| 6  | ПЗ   | Іспанія    | Раф Ґалвез           |

| №  | Поз. | Нац.      | Гравець                      |
| -- | ---- | --------- | ---------------------------- |
| 7  | ПЗ   | Іспанія   | Хосан Феррандес              |
| 8  | ПЗ   | Іспанія   | Даніель Родріґес Васкес      |
| 10 | ПЗ   | Іспанія   | Кім Арауджо                  |
| 11 | ПЗ   | Іспанія   | Хосе Франсіско Аґулу Севілья |
| 14 | ПЗ   | Іспанія   | Нестор Сусаета               |
| 16 | ПЗ   | Іспанія   | Джон Еріче                   |
| 18 | ПЗ   | Іспанія   | Пелайо Ново                  |
| 20 | ПЗ   | Іспанія   | Сесар де ла Гоз Лопес        |
| 24 | ПЗ   | Франція   | Жером Бела                   |
| 9  | НП   | Іспанія   | Арідайн Сантана              |
| 12 | НП   | Аргентина | Фабіан Еспіндола             |
| 17 | НП   | Іспанія   | Ектор Ернандес Марреро       |
| 25 | НП   | Україна   | Роман Зозуля                 |

## Відомі гравці
- Карлос Роа
- Мануель Альмунія
- Пабло Ібаньєс
- Андрес Іньєста
- Хосе Моліна
- Фернандо Морьєнтес
- Фернандо Наварро
- Іван Ельгера
- Кейлор Навас
- Еммануель Амуніке
- Марк Ґонсалес
- Роман Зозуля